# Olav Odden
Olav Magnar Odden (* 28. September 1914 in Folldal; † 28. Januar 1969 in Oppdal) war ein norwegischer Skilangläufer und Nordischer Kombinierer.
Odden, der für den Gjøvik Skiklubb startete, belegte bei den nordischen Skiweltmeisterschaften 1938 in Lahti den 53. Platz über 18 km und den sechsten Rang in der Nordischen Kombination. Im selben Jahr wurde er norwegischer Meister im Skilanglauf über 30 km. Bei den nordischen Skiweltmeisterschaften 1939 in Zakopane kam er auf den 21. Platz über 18 km, auf den 13. Rang in der Nordischen Kombination und auf den vierten Platz in der Skilanglaufstaffel. Im Jahr 1946 gewann er beim Holmenkollen Skifestival in der Nordischen Kombination. Bei den Olympischen Winterspielen 1948 in St. Moritz errang er den 14. Platz über 18 km und den 11. Platz in der Nordischen Kombination.